# Apelgnidmal
Apelgnidmal (Choreutis pariana) är en fjärilsart som först beskrevs av Carl Alexander Clerck 1759.  Apelgnidmal ingår i släktet Choreutis, och familjen gnidmalar. Arten är reproducerande i Sverige.

## Bildgalleri

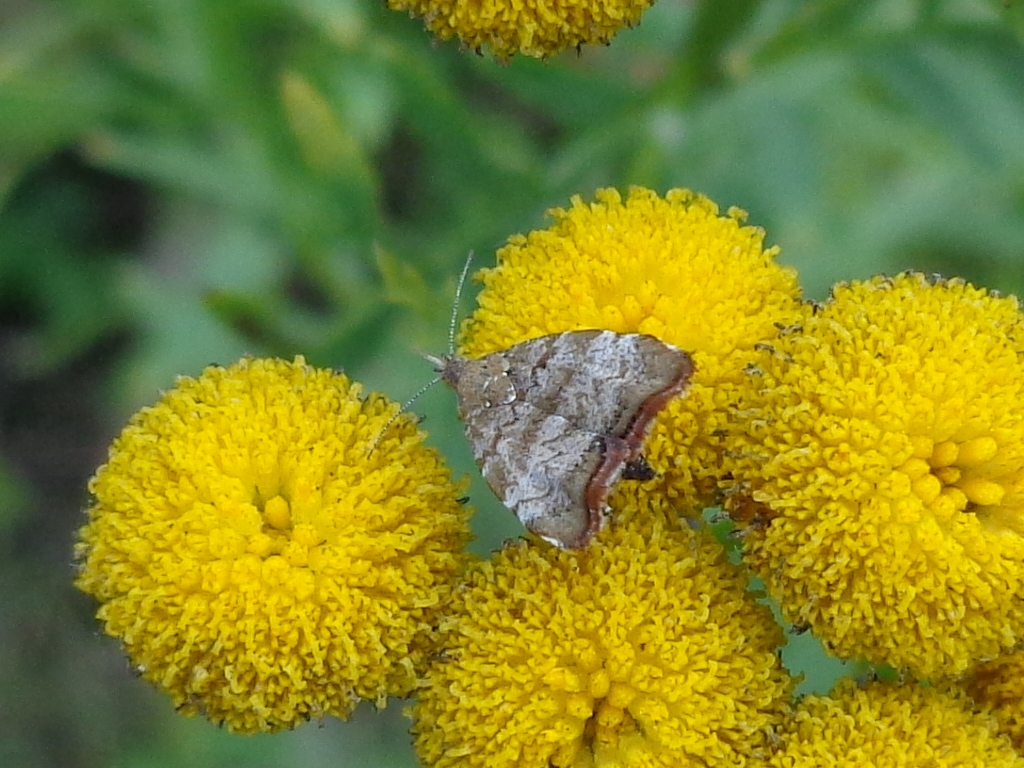
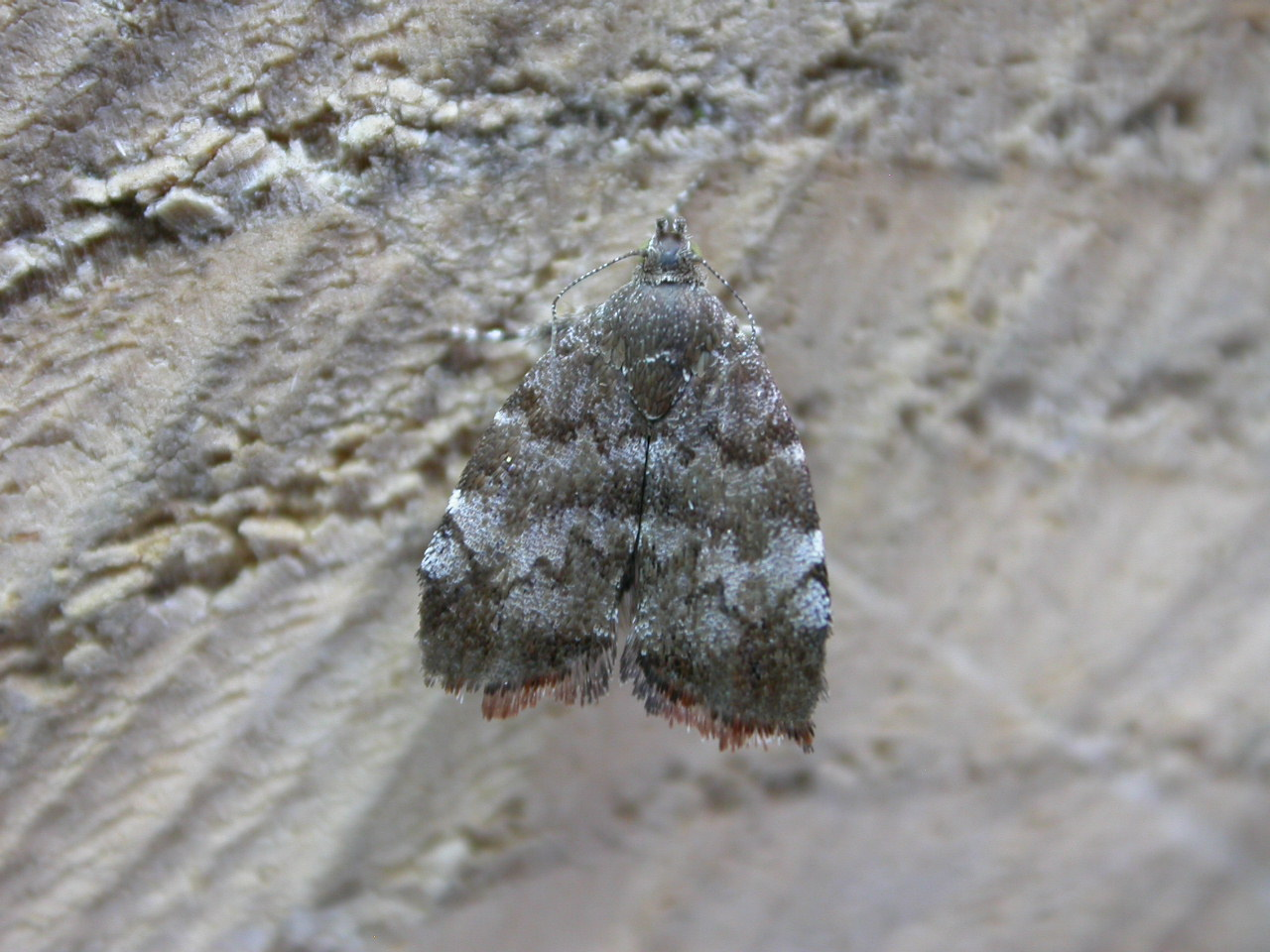